# Irati Etxarri
Irati Etxarri Munárriz (Pamplona, 26 de julio de 1998) es una jugadora de baloncesto española, que juega en el club Lointek Gernika de la Liga Femenina.

## Trayectoria
Irati Etxarri nació en Pamplona en 1998. Formada a las órdenes de Juan Ustárroz y Mario Alonso, es considerada una gran promesa del baloncesto navarro. Jugando en el CB Burlada, fue elegida en el quinteto ideal del Campeonato de España Infantil en 2012.
En la temporada 2015-2016 compitió con CD Baloncesto Cantolagua en Primera División, completando una gran temporada después de acceder a la Final Four de la categoría. Al año siguiente jugó la Liga Femenina con Lacturale Araski AES.
Su posición es la de ala pívot, con buenas capacidades para jugar en el exterior como alero y ala-pivot.
Para la temporada 2018-2019 fichó por el equipo de Cadi La Seu, también de Liga Femenina.
En 2022, tras una muy buena campaña en La Seu, y con el debut en la selección española femenina absoluta, fichó por Uni Girona, donde tuvo un buen comienzo de temporada. En febrero de 2023 se lesionó del ligamento cruzado y fue operada. Volvió a saltar a pista 11 meses después, jugando 12' en los que anotó 7 puntos e hizo un +9 de valoración.
Pertenece a la AJUB (Asociación de Jugadoras de Baloncesto). Se trata de una entidad sin ánimo de lucro que trabaja para defender los derechos de las jugadoras.

## Clubes
- 2009-2012 CB Burlada hasta la categoría Infantil (incluida).
- 2012-2016 CD Baloncesto Cantolagua hasta la categoría Junior (incluida).
- 2016-2018 Araski AES en Liga Femenina.[6][7]
- 2018-2021 Cadi La Seu en Liga Femenina.[8]
- 2022- 2024 Uni Girona en Liga Femenina
- 2024- Actualidad Lointek Gernika en Liga Femenina

## Selección nacional

### Categorías inferiores
Ha disputado diferentes Campeonatos de España de selecciones y de clubes, y ha sido jugadora de las categorías inferiores de la selección española en varias competiciones. En 2012 fue elegida como una de las jugadoras del quinteto ideal en el Campeonato de España Infantil.

### Categoría absoluta
En 2021 fue seleccionada para formar parte de la selección absoluta, disputando los partidos clasificatorios para participar en el EuroBasket 2023 de Israel y Eslovenia.

### Participaciones internacionales
| Título                                           | Sede      | Resultado   | Año  |
| ------------------------------------------------ | --------- | ----------- | ---- |
| Torneo BAM U14 Femenina                          | Eslovenia | Subcampeona | 2012 |
| Campeonato Europeo Sub-16 femenino de baloncesto | Hungría   | Tercera     | 2014 |
| Campeonato Europeo Sub-18 femenino de baloncesto | Hungría   | Subcampeona | 2016 |

## Palmarés

### Campeonatos nacionales
| Título                                                          | Club       | País   | Año  |
| --------------------------------------------------------------- | ---------- | ------ | ---- |
| Campeonato de Navarra                                           | Burlada    | España | 2012 |
| 6ª plaza en el Campeonato de España de Clubes Infantil Femenino | Burlada    | España | 2012 |
| Semifinalistas Copa de la Reina                                 | Araski AES | España | 2017 |
| Semifinalistas Liga Femenina 1                                  | Araski AES | España | 2017 |

### Copas internacionales
| Título                                                  | Club                                        | País                              | Año  |
| ------------------------------------------------------- | ------------------------------------------- | --------------------------------- | ---- |
| Bronce Campeonato Europeo Sub-16 femenino de baloncesto | Selección femenina de baloncesto de España  | Hungría                           | 2014 |
| Plata Campeonato Europeo Sub-18 femenino de baloncesto  | Selección femenina de baloncesto de España  | Hungría                           | 2016 |
| Oro Campeonato Europeo Sub-20 femenino de baloncesto    | Selección femenina de bal. de España Sub-20 | Hungría                           | 2018 |
| Plata Campeonato Europeo femenino de baloncesto         | Selección femenina de baloncesto de España  | Alemania, Chequia, Grecia, Italia | 2025 |

### Individual
- V Edición de los Premios Navarra Deportiva "Mejor Proyección" por su medalla de plata en el Europeo U18 de Hungría y su debut en Liga Femenina de la mano de Lacturale Araski.[19]
- MVP de la Liga Femenina Endesa 2021/2022 e integrante del quinteto ideal[20]